# Alpbach (vattendrag)
Alpbach är ett vattendrag i Österrike.   Det ligger i förbundslandet Tyrolen, i den västra delen av landet, 300 kilometer väster om huvudstaden Wien.
I omgivningarna runt Alpbach växer i huvudsak blandskog. Runt Alpbach är det ganska tätbefolkat, med 90 invånare per kvadratkilometer.